# カーク・ダグラス
カーク・ダグラス（Kirk Douglas, 1916年12月9日 - 2020年2月5日）は、アメリカ合衆国の俳優、映画プロデューサー。

## 来歴

### 生い立ち
帝政ロシア（現：ベラルーシ共和国）ホメリからの移民、ダニエロヴィッチ夫妻の子としてニューヨーク州のアムステルダムに生まれた。夫妻は先に渡米していた兄が身元引受人となって移住した際にその兄に倣って“デムスキー”という苗字を名乗っており、カークも“イジー・デムスキー”として育つ。貧民街に暮らし、家計を助けるために少年時代は新聞配達から露天商、庭師など多くの職を転々としつつ、学業に勤しんだ。学費を借金で賄いセントローレンス大学へ進み、その返済のために件のアルバイト生活の他にボクシングの試合に臨み、ファイトマネーを稼いだりナイトクラブや街頭で歌って生計を立てる。
高校の時に、自分の夢は役者になることだということを改めて認識し、その夢を叶えるべくアメリカン・アカデミー・オブ・ドラマティック・アーツへ入学し、その才能を開花させ、特別奨学生ともなった。ローレン・バコールはこの時の同窓生。1941年に徴兵されそのまま第二次世界大戦中は海軍に従軍したが1944年に負傷のため除隊している。徴兵時に戸籍上の本名を「カーク・ダグラス」と改めた。

### キャリア

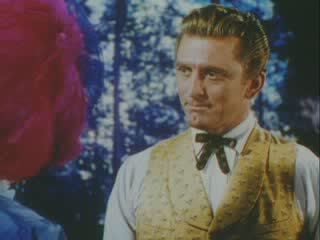
映画『ザ・ビッグ・ツリー』より
（1952年）

1941年、卒業公演として行われた『春よ再び』（原題: Spring Again）で歌うメッセンジャーボーイを演じブロードウェイ・デビューを果たした。
除隊後、ニューヨークでラジオドラマを中心とする仕事に就き、舞台へも出演していたが、ローレン・バコールに薦められて1946年、映画『呪いの血』（原題: The Strange Love of Martha Ivers）で銀幕のデビューを果たす。このことが転機となり、1949年にブロードウェイでもチェーホフの『三人姉妹』でアンドレイ役での出演を果たしたが、ダグラスはその活躍の場をハリウッドへ移す。後年の硬派なイメージは8本目の出演作品『チャンピオン』以降であり、当初は内向的な性格俳優というようなイメージが強い。『チャンピオン』はアカデミー編集賞とゴールデングローブ撮影賞を受賞し、カーク本人もアカデミー主演男優賞にノミネートされた。そして、西部劇映画『死の砂塵』（原題: Along the Great Divide）へ出演しスターダムへと登りつめた。
1947年には税金対策の為に母の名に因んだ独立プロダクション「ブライナカンパニー」を興し本格的な製作参入は1955年の西部劇「赤い砦」である。1956年には同期デビューの親友でもあるバート・ランカスターと協定を結び製作者ハル・B・ウォリスとの契約を有利な方向に進め『OK牧場の決斗』でW主演。1960年には自らが主演・製作総指揮を執って製作費1200万ドルの大作『スパルタカス』を製作、当時赤狩りで排斥され投獄までされていたハリウッドテンの一人、ダルトン・トランボを起用し、正式にクレジット、彼らの実質的復活に手を貸した。シリアスな役柄が似合うイメージの傍ら、『海底二万哩』で見せた軽妙な演技や、創成期のテレビ番組『ジャック・ベニーショー』でのミュージカルパフォーマンス等、多彩なタレント性を持つ。同時期にエージェントだったサム・ノートン（本業は弁護士）によるギャラの搾取が発覚したのは良妻による助言であった。追い討ちをかけるように合衆国国税庁から追徴課税75万ドルの支払いを命じられるが1958年公開の映画『ヴァイキング』のヒットによって全額支払う。
1973年には西部劇映画『明日なき追撃』でメガホンを執りつつ主演をこなしたが、西部劇自体の衰退期にあったこともあって大きな評価は得られなかった。また、同年にはテレビミュージカル版『ジキルとハイド』（作曲：ライオネル・バート）にも主演している。2009年3月、自伝的ワンマンショー『備忘録』（原題: Before I Forget）をカリフォルニア州、カリバーシティのセンターシアターで演じ、この映像記録は2011年1月に公開されている。
2011年1月の時点でマイスペースにブログを掲載する最高齢のハリウッドスターであり、健脚で、2010年秋にも息子のマイケル・ダグラスをアン夫人と見舞う姿を、パパラッチに撮影されている。2011年2月、第83回アカデミー賞授賞式で助演女優賞のプレゼンターとしてコダックシアターの舞台に立った。

### 私生活

ロナルド・レーガン元米大統領と共に
（1987年）

1943年11月2日、アメリカン・アカデミー・オブ・ドラマティック・アーツ時代の同級生で女優のダイアナ・ダグラスと結婚し、二人の息子をもうけた。長男は俳優のマイケル、次男は映画『コカイン・ブルース』等のプロデューサー、ジョエル・ダグラス。ダイアナは1951年の離婚後も女優活動を続け、ベン・ケーシーやわんぱくフリッパー等のテレビ番組で活躍している。
1954年5月29日、カークはアン・バイデンスと結婚、再び二人の息子をもうけた。映画『フレッチ/殺人方程式』  のプロデューサー、ピーター・ヴィンセント・ダグラスとテレビドラマシリーズ『たどりつけばアラスカ』等に出演していた俳優のエリック・ダグラスだが、エリックは、薬物過量摂取による入院や、飛行機内での揉め事による逮捕を繰り返し、2004年に自宅のアパートで死体で発見された。

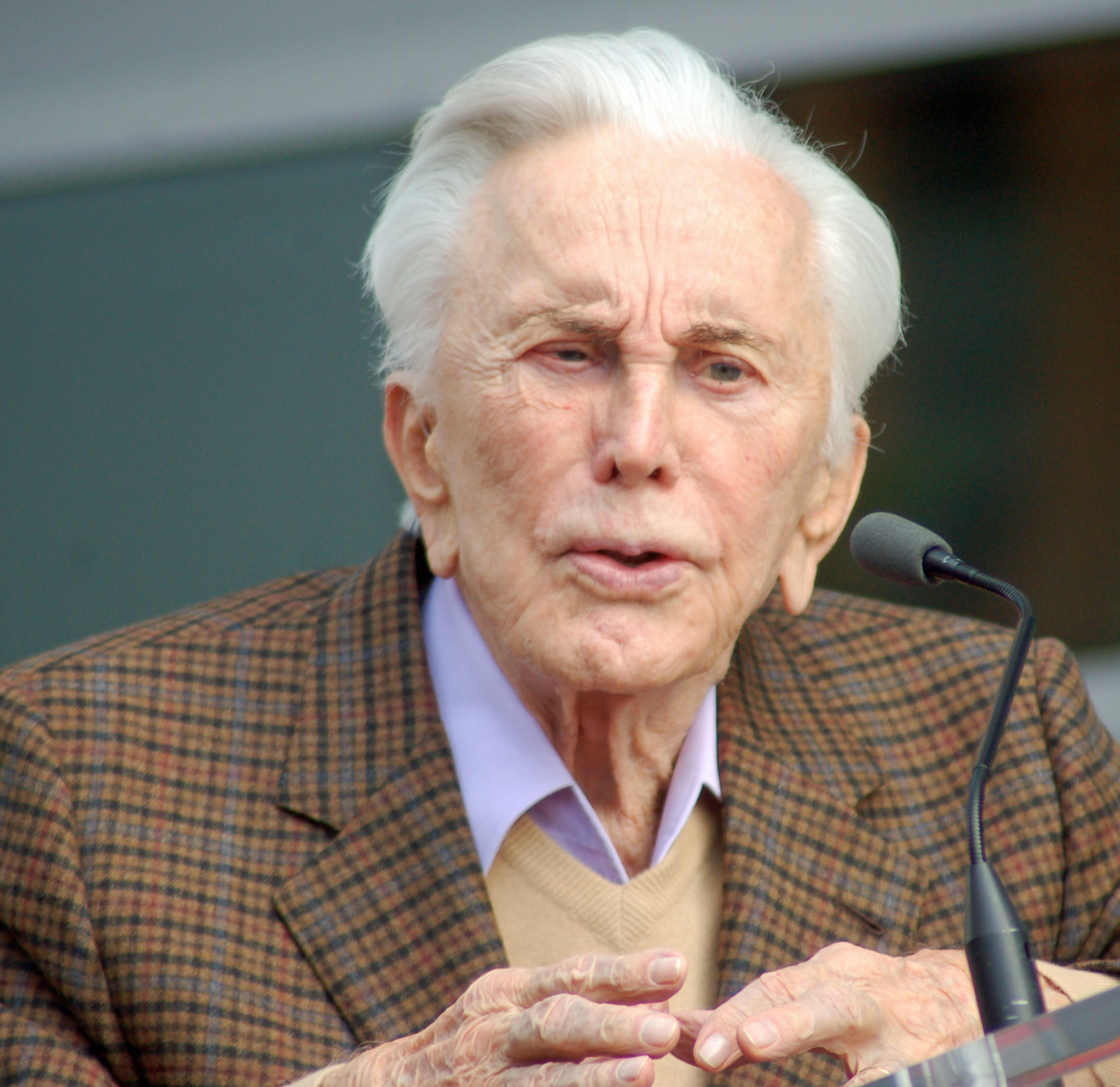
2011年撮影

1991年にヘリコプターでの事故に見舞われたことがきっかけで、自らの人生を振り返りながらユダヤ主義についての思索を深めるようになった。1996年に、脳梗塞を患い言語障害が残ったものの、2006年、卒寿の祝賀会には出席し元気な姿を見せている。1993年、ユダヤ教の慣習に倣い、83歳で二度目のバル・ミツワーを斎った。
2015年12月、99歳の誕生祝いには、映画・テレビ基金に1500万ドルを寄付し、「カーク・ダグラス・ケア・パビリオン」と名付けられた。寄付金は、アルツハイマー病を患っている映画・テレビ業界の人々を収容する施設を建設すると発表した。
2020年2月5日、カリフォルニア州ロサンゼルスの自宅にて103歳で死去。

## 日本との関わり
- 1960年、ブライナカンパニーの代表として、すでにアメリカでも名を轟かせていた日本の特撮監督円谷英二に長編アニメーション映画の制作を依頼すべく東宝に打診するも、東宝側の判断で成立しなかった。カークは、当時『海底二万哩』の出演を通じて良好な関係にあったウォルト・ディズニーをバックに円谷本人へも直接打診したが、人的資源の確保や財務面から条件が折り合わず頓挫している[14]。
- 1964年に自ら製作したポリティカルフィクション『五月の七日間』宣伝で来日の際、「三船敏郎に会いたい!」と、『赤ひげ』撮影中のロケ現場に直行し、黒澤明と三船とスリーショットも実現している[15]。
- 1960年代に夫人と来日し、その模様は『週刊平凡』に掲載された[16]。1966年、フジテレビ系列の番組『スター千一夜』に水野晴郎とのインタビューに応える形で出演し、その後1975年から1980年まで、味の素ゼネラルフーヅ（現：味の素AGF）のインスタントコーヒー「マキシム」のCMキャラクターに起用された[15]。
- 1966年の大映映画『大魔神』のキャラクター《武神像》の顎に割れ目があるのは、カーク・ダグラスの表情からインスパイアされたとされている[17]。
- 日本語吹き替えは、ほとんどの作品で宮部昭夫が担当している。

## 主な出演作品
| 公開年 | 邦題 原題                                                                                  | 役名                          | 備考 |
| ------ | ------------------------------------------------------------------------------------------ | ----------------------------- | --- |
| 1946年 | 呪いの血/マーサの奇妙な愛情 The Strange Love of Martha Ivers                               | ウォルター・オニール          | |
| 1947年 | 過去を逃れて Out of the Past                                                               | ウィット                      | パラマウントからRKOにレンタルされる                                                                           |
| 1948年 | 暗黒街の復讐 I Walk Alone                                                                  | ディンク・ターナー            | バート・ランカスターと初共演                                                                                  |
| 1949年 | 三人の妻への手紙 A Letter to Three Wives                                                   | ジョージ・フィップス          | |
| 1949年 | チャンピオン Champion                                                                      | ミッジ                        | 冷酷非情なボクサーを演じた出世作 その後のキャラクターを確立させる                                             |
| 1949年 | 情熱の狂想曲 Young Man with a Horn                                                         | リック・マーティン            | |
| 1950年 | ガラスの動物園 The Glass Menagerie                                                         | ジム・オコナー                | |
| 1951年 | 死の砂塵 Along the Great Divide                                                            | レン・メリック                | |
| 1951年 | 地獄の英雄 Ace in the Hole                                                                 | チャック・テイタム            | |
| 1951年 | 探偵物語 Detective Story                                                                   | ジム・マクラウド刑事          | |
| 1952年 | ザ・ビッグ・ツリー The Big Trees                                                           | ジム・ファロン                | |
| 1952年 | 果てしなき蒼空 The Big Sky                                                                 | ジム・ディーキンス            | |
| 1952年 | 悪人と美女 The Bad and the Beautiful                                                       | ジョナサン                    | |
| 1953年 | 三つの恋の物語 The Story of Three Loves                                                    | ピエール                      | |
| 1953年 | 想い出 Un acte d'amour                                                                     | ロバート・テラー              | |
| 1954年 | ユリシーズ Ulisse                                                                          | ユリシーズ                    | |
| 1954年 | 海底二万哩 20000 Leagues Under the Sea                                                     | ネッド・ランド                | |
| 1954年 | スピードに命を賭ける男 The Racers                                                          | ジーノ                        | |
| 1955年 | 星のない男 Man Without a Star                                                              | デンプシー・レイ              | アンクレジットだが実質的なプロデューサーを兼任                                                                |
| 1955年 | 赤い砦 The Indian Fighter                                                                  | ジョニー・ホークス            | ブライナ・プロ第一回製作作品                                                                                  |
| 1956年 | 炎の人ゴッホ Lust for Life                                                                 | ヴィンセント・ファン・ゴッホ  | ゴールデングローブ賞 主演男優賞（ドラマ部門）受賞                                                             |
| 1957年 | 将軍ベッドに死す Top Secret Affair                                                         | メルヴィル・A・グッドウィン   | |
| 1957年 | OK牧場の決斗 Gunfight at the O.K. Corral                                                   | ドク・ホリデイ                | |
| 1957年 | 突撃 Paths of Glory                                                                        | ダックス大佐                  | 兼製作総指揮                                                                                                  |
| 1957年 | ヴァイキング The Vikings                                                                   | 海賊エイナー                  | 兼製作総指揮                                                                                                  |
| 1959年 | ガンヒルの決斗 Last Train from Gun Hill                                                    | マット・モーガン              | ハル・ウォリス・プロにブライナ・プロが協力                                                                    |
| 1959年 | 悪魔の弟子 The Devil's Disciple                                                            | リチャード                    | 兼共同製作 ヘクト＝ヒル＝ランカスター・プロとブライナ・プロの提携                                             |
| 1960年 | 逢う時はいつも他人 Strangers When We Meet                                                  | ラリー・コー                  | 兼製作 |
| 1960年 | スパルタカス Spartacus                                                                     | スパルタカス                  | 兼製作総指揮                                                                                                  |
| 1961年 | 非情の町 Town Without Pity                                                                 | スティーヴ・ギャレット        | |
| 1961年 | ガン・ファイター The Last Sunset                                                           | ブレンダン・オマリー          | 兼製作総指揮                                                                                                  |
| 1962年 | 脱獄 Lonely Are the Brave                                                                  | ジャック・バーンズ            | 兼製作総指揮                                                                                                  |
| 1962年 | 明日になれば他人 Two Weeks in Another Town                                                 | ジャック・アンドロス          | |
| 1963年 | 零下の敵 The Hook                                                                          | P・J・ブリスコー              | |
| 1963年 | 秘密殺人計画書 The List of Adrian Messenger                                                |                               | |
| 1963年 | 恋のクレジット For Love or Money                                                           | ドナルド                      | |
| 1963年 | 五月の七日間 Seven Days in May                                                             | ジグス・ケイシー              | 兼製作総指揮                                                                                                  |
| 1965年 | 危険な道 In Harm's Way                                                                     | ポール・エディトン中佐        | |
| 1965年 | テレマークの要塞 The Heroes of Telemark                                                    | ロルフ・ペデルセン教授        | |
| 1965年 | 巨大なる戦場 Cast a Giant Shadow                                                           | ミッキー・マーカス            | |
| 1966年 | パリは燃えているか Paris brule-t-il?                                                       | ジョージ・パットン            | |
| 1967年 | 大西部への道 The Way West                                                                  | ウィリアム・J・タブロック     | |
| 1967年 | 戦う幌馬車 The War Wagon                                                                   | ロマックス                    | |
| 1968年 | ボディガード A Lovely Way to Die                                                           | ジム・スカイラー              | |
| 1968年 | 暗殺 The Brotherhood                                                                       | フランク                      | 兼製作 |
| 1969年 | アレンジメント/愛の旋律 The Arrangement                                                    | エディ・アンダーソン          | |
| 1970年 | 大脱獄 There Was a Crooked Man...                                                          | パリス・ピットマン・Jr        | |
| 1971年 | カーク・ダグラスとユル・ブリンナーの 世界の果ての大冒険 The Light at the Edge of the World | ウィル・デントン              | 兼製作 |
| 1971年 | 雨のパスポート To Catch a Spy                                                              | アンドレイ                    | |
| 1972年 | ザ・ビッグマン Un Uomo da rispettare                                                       | スティーブ・ウォレス          | |
| 1974年 | 悪魔の生物教師 Mousey                                                                      | ジョージ・アンダーソン        | テレビ映画 |
| 1975年 | 明日なき追撃 Posse                                                                         | ハワード・ナイチンゲール      | 兼監督・製作                                                                                                  |
| 1975年 | いくたびか美しく燃え Once Is Not Enough                                                    | マイク・ウェイン              | |
| 1976年 | マネー・チェンジャース/銀行王国 Arthur Hailey's the Moneychangers                          | アレックス                    | パラマウント製作テレビ・ミニシリーズ、日本1978年放映 クリストファー・プラマーがエミー賞ドラマ部門で主演男優賞 |
| 1976年 | エンテベの勝利 Victory at Entebbe                                                          | ハーシェル・ヴィルノフスキー  | テレビ映画 |
| 1977年 | 悪魔が最後にやってくる! Holocaust 2000                                                     | ロバート・ケイン              | |
| 1978年 | フューリー The Fury                                                                        | ピーター                      | 宣伝を兼ねて来日 アメリカではダグラスにとって久々の本領発揮大ヒットとなる                                     |
| 1980年 | スペース・サタン Saturn 3                                                                  | アダム                        | |
| 1980年 | 悪夢のファミリー Home Movies                                                               | マエストロ                    | |
| 1980年 | ファイナル・カウントダウン The Final Countdown                                             | マシュー・イーランド艦長      | 兼製作総指揮                                                                                                  |
| 1982年 | スノーリバー/輝く大地の果てに The Man from Snowy River                                     | ハリソン                      | |
| 1983年 | 愛に向って走れ Eddie Macon's Run                                                           | バスター                      | |
| 1984年 | ザ・グレート・ファイター Draw!                                                             | ハリー・ホランド              | テレビ映画 |
| 1986年 | タフガイ Tough Guys                                                                        | アーチー                      | |
| 1987年 | クィニー Queenie                                                                           | デヴィッド・コーニング        | テレビ映画 |
| 1991年 | オスカー Oscar                                                                             | エドゥアルド                  | |
| 1994年 | 遺産相続は命がけ!? Greedy                                                                  | ジョーおじさん                | |
| 1996年 | ザ・シンプソンズ The Simpsons                                                              | チェスター・J・ランプウィック | 声の出演 |
| 2003年 | グロムバーグ家の人々 It Runs in the Family                                                 | ミッチェル・グロムバーグ      | |

## 表彰
- アメリカ国家芸術賞 National Medal of Arts（2001年）
- アカデミー名誉賞（1996年）
- アメリカ映画協会生涯功労賞（1991年）
- レジオンドヌール勲章（1985年）
- 大統領自由勲章（1981年）
- ゴールデングローブ賞 主演男優賞（ドラマ部門）（『炎の人ゴッホ』）（1956年）
- ニューヨーク映画批評家協会賞主演男優賞（『炎の人ゴッホ』）（1956年）

アカデミー主演男優賞には『チャンピオン』（1949年）、『悪人と美女』（1952年）、『炎の人ゴッホ』（1956年）の3作品でノミネートされたがいずれも受賞に至っていない。
また、ハリウッド・ウォーク・オブ・フェーム、6263 Hollywood Blvdに星が埋め込まれ祀られており、2004年10月にはパームスプリングス国際映画祭がカーク・ダグラスに敬意を表して大通りに『Kirk Douglas Way』の名を冠した。